# 測温抵抗体

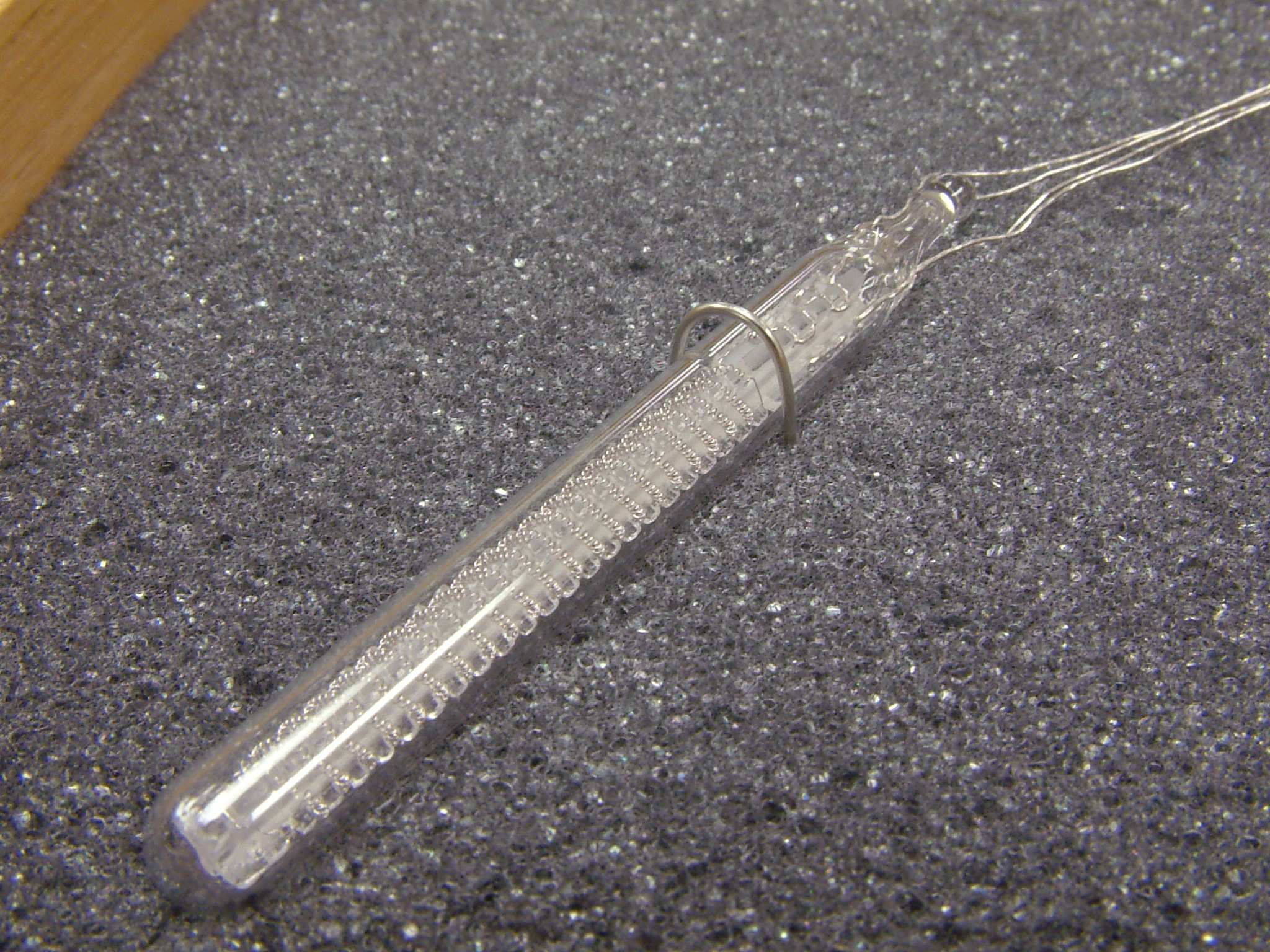

測温抵抗体（そくおんていこうたい）は金属の電気抵抗率が温度に比例して変わることを利用した温度センサーである。金属では1K温度が上昇すると約0.3％程度抵抗が増加する。
式でかくと
RW = R20(1 + α · ΔT)
ここで αは材料によってきまる定数である。
T = 20 °C + (RW⁄R20-1) /α
実用的な温度センサとしては化学的な安定性から主に白金線が用いられる。極低温では炭素皮膜抵抗、ゲルマニウムなどの半導体も用いられる。